# 794
Évszázadok: 7. század – 8. század – 9. század
Évtizedek: 740-es évek – 750-es évek – 760-as évek – 770-es évek – 780-as évek – 790-es évek – 800-as évek – 810-es évek – 820-as évek – 830-as évek – 840-es évek
Évek: 789 – 790 – 791 – 792 –  793 – 794 – 795 – 796 – 797 – 798 – 799

## Események

### Európa
- Nagy Károly frank király fia, Ifjabb Károly segítségével leveri a szászok és frízek lázadását.
- Nagy Károly zsinatot hív össze Frankfurtba, amelyen ismételten elítélik az adopcionizmust, valamint elvetik második nikaiai zsinat (ahová frank püspököket nem hívtak meg) határozatait, kimondva, hogy mind az ikonrombolás, mind az ikonimádat kerülendő szélsőség.
- A frankfurti zsinaton III. Tassilo lemondatott és kolostorba zárt bajor hercegnek formálisan is le kell mondania a maga és családja nevében minden, a hercegi címet illető követeléséről.
- A frankfurti zsinat közben meghal Nagy Károly harmadik felesége, a 29 éves Fastrada. A király még ebben az évben feleségül veszi a 18 éves Luitgardot.
- Nagy Károly fia, a 16 éves Lajos feleségül veszi Hesbaye-i Ermengarde-ot.
- Megkezdődik Nagy Károly aacheni palotájának építése.
- A 20 éves II. Æthelberht kelet-angliai király meglátogatja menyasszonyát, Ælfthrythet (Offa merciai király lányát). Leendő apósa parancsára, tisztázatlan okból elfogják és lefejezik.
- Vikingek támadják meg és fosztják ki a northumbriai Monkwearmouth és Jarrow apátságát.
- Hisám córdobai emír sereget küld Asztúria ellen; az arabok feldúlják a határvidéket, elfoglalják és kifosztják a fővárost, Oviedót. II. Alfonz asztúriai király lecsap a visszavonuló arabokra és a lutosi csatában nagyobb részüket (beleértve a fővezért, Abd al-Malikot) megsemmisíti.

### Kelet-Ázsia
- Kanmu japán császár átköltözteti udvarát (és az ország fővárosát) Nagaoka-kjóból Heian-kjóba (a mai Kiotóba). Ezzel véget ér a japán történelem Nara-korszaka és megkezdődik a Heian-korszak.
- Meghal a koreai Palhe királya, a beteges Szong. A trónt nagybátyja, Kang örökli.

## Halálozások
- május 20. – II. Æthelberht, kelet-angliai király
- augusztus 10. – Fastrada, Nagy Károly felesége
- Szong, palhei király

## Fordítás
- Ez a szócikk részben vagy egészben  a(z)   794 című angol Wikipédia-szócikk ezen változatának fordításán alapul.  Az eredeti cikk szerkesztőit annak laptörténete sorolja fel. Ez a jelzés csupán a megfogalmazás eredetét és a szerzői jogokat jelzi, nem szolgál a cikkben szereplő információk forrásmegjelöléseként.